# فرودگاه شهری نیوکاسل
 فرودگاه شهری نیوکاسل (به انگلیسی: New Castle Municipal Airport) یک فرودگاه همگانی بهره‌برداری هوایی است که یک باند فرود آسفالت دارد و طول باند آن ۱۲۱۸ متر است. این فرودگاه در شهر نیوکاسل، پنسیلوانیا کشور ایالات متحده آمریکا قرار دارد و در ارتفاع ۳۲۶ متری از سطح دریا واقع شده است.